# جيسي أنتوني
جيسي أنتوني (بالإنجليزية: Jesse Anthony)‏ هو دراج أمريكي، ولد في 12 يونيو 1985 في بيفرلي في الولايات المتحدة.

## وصلات خارجية
- جيسي أنتوني على موقع الاتحاد الدولي للدراجات (الإنجليزية)
- جيسي أنتوني على موقع أرشيف الدراجات (الإنجليزية)
- جيسي أنتوني على موقع إحصائيات الدراجات الإحترافية (الإنجليزية)
- جيسي أنتوني على موقع نسبة الدراجات (الإنجليزية)